# ドッグマン
『ドッグマン』（Dogman）は、2018年のイタリア・フランスのクライム・ドラマ映画。監督はマッテオ・ガローネ、出演はマルチェッロ・フォンテとエドアルド・ペッシェなど。第71回カンヌ国際映画祭のコンペティション部門で上映されてパルム・ドールを争い、マルチェッロ・フォンテが男優賞を獲得した。第91回アカデミー賞外国語映画賞にはイタリア代表作として出品されたが、ノミネートには至らなかった。

## ストーリー
イタリアの寂れた海辺の町で、犬のトリミングサロン「ドッグマン」を経営している温厚な中年男マルチェロは、離婚して独り身だが、元妻との関係は良好で、彼女が引き取って育てている愛娘アリーダとも頻繁に会えており、また地元の仲間と食事やサッカーを共に楽しんでいるなど、ささやかだが幸せな日々を過ごしている。一方、町一番の厄介者である暴力男シモーネはそんなマルチェロを「友人」と言いながら、子分や奴隷のように扱っており、空き巣の手伝いで運転手に使ったり、コカインを代わりに買わせたりしている。ところが、当のマルチェロは全てを力でねじ伏せるシモーネの強引な力強さに一種の憧れを抱いており、シモーネの「友人」であることに喜びを感じてもいたのである。そんなある日、マルチェロはシモーネから「ドッグマン」の壁を破って隣のフランコの店に忍び込んで金品を強奪する計画を持ちかけられる。マルチェロは強く反対するが、いつものようにシモーネに強引に押し切られてしまう。そして事件の翌朝、マルチェロは警察に連行される。警察はシモーネが主犯であることはわかっており、マルチェロに執行猶予を条件にシモーネの犯行であると証言する書類に署名するように言うが、マルチェロは頑なに拒み、結局、有罪判決を受けて収監される。
1年後、刑期を終えて出所したマルチェロは店を再開するが、地元の仲間からは相手にされない。マルチェロはシモーネに約束の金をくれるように頼むが、はぐらかされ、腹いせにシモーネの大切にしているバイクを傷つけると、シモーネから激しい暴行を受ける。マルチェロは一計を案じ、儲け話を餌にシモーネを「ドッグマン」に呼び出すと、犬のケージにシモーネを閉じ込める。マルチェロはシモーネに謝罪して欲しかっただけなのだが、暴れ出したシモーネがケージを破ると、マルチェロはシモーネの頭部を激しく殴打して気絶させる。シモーネを気絶したまま鎖で繋ぎ、頭部の怪我を治療しようとしたマルチェロだったが、シモーネは意識を取り戻して、マルチェロを締め上げる。マルチェロが必死に逃れようとした結果、シモーネは首を鎖で吊られた形になり、そのまま息絶える。シモーネの死体を草むらに運び、燃やそうと火をつけたマルチェロは、地元の仲間たちが近くでサッカーに興じていることに気づく。マルチェロは慌てて火を消し、シモーネの死体を抱えて、仲間たちにシモーネを殺してやったと報告しようとするが、そこに仲間たちの姿はない。マルチェロはそのまま死体を町中に運び込むと、死体を前に茫然と座り込む。

## キャスト
- マルチェロ: マルチェッロ・フォンテ（英語版） - 温厚な中年男。犬のトリミングサロン「ドッグマン」を経営。
- シモーネ: エドアルド・ペッシェ - 町一番の厄介者の暴力男。
- アリーダ: アリーダ・バルダリ・カラブリア - マルチェロの娘。
- シモーネの母親: ヌンツィア・スキアーノ（イタリア語版）
- フランコ: アダモ・ディオニージ（イタリア語版） - 隣の店の主人。
- フランチェスコ: フランチェスコ・アクアローリ（イタリア語版） - 遊技場の経営者。

## 作品の評価

### 映画批評家によるレビュー
Rotten Tomatoesによれば、批評家の一致した見解は「『ドッグマン』は、マルチェッロ・フォンテの演技とマッテオ・ガローネ監督の題材に対するしっかりとしたこだわりによって、容赦のない性格描写が際立っている。」であり、114件の評論のうち高評価は83%にあたる95件で、平均して10点満点中7.52点を得ている。
Metacriticによれば、29件の評論のうち、高評価は22件、賛否混在は7件、低評価はなく、平均して100点満点中71点を得ている。
AlloCinéによれば、フランスの33件のメディアによる評価は平均して5点満点中3.9点である。

### 受賞歴
| 賞                                   | 部門                           | 対象 | 結果       | 備考                                                       |
| ------------------------------------ | ------------------------------ | --- | ---------- | ---------------------------------------------------------- |
| 第71回カンヌ国際映画祭               | 男優賞                         | マルチェッロ・フォンテ | 受賞       |                                                            |
| 第73回ナストロ・ダルジェント賞       | 作品賞                         | | 受賞       |                                                            |
| 第73回ナストロ・ダルジェント賞       | 監督賞                         | マッテオ・ガローネ | 受賞       |                                                            |
| 第73回ナストロ・ダルジェント賞       | プロデューサー賞               | マッテオ・ガローネ、パオロ・デル・ブロッコ                                                                                 | 受賞       |                                                            |
| 第73回ナストロ・ダルジェント賞       | 脚本賞                         | マッテオ・ガローネ、ウーゴ・キティ、マッシモ・ガウディオソ                                                                 | ノミネート |                                                            |
| 第73回ナストロ・ダルジェント賞       | 主演男優賞                     | マルチェッロ・フォンテ、エドアルド・ペッシェ                                                                               | 受賞       | コンビでのノミネートおよび受賞                             |
| 第73回ナストロ・ダルジェント賞       | 美術賞                         | ディミトリ・カプアーニ | 受賞       |                                                            |
| 第73回ナストロ・ダルジェント賞       | 衣裳賞                         | マッシモ・カンティーニ・パリーニ                                                                                           | ノミネート | 『La terra dell'abbastanza』の衣裳と合わせて               |
| 第73回ナストロ・ダルジェント賞       | 編集賞                         | マルコ・スポレティーニ | 受賞       | 『君の名前で僕を呼んで』のヴァルテル・ファサーノと同時受賞 |
| 第73回ナストロ・ダルジェント賞       | 音響賞                         | マリチェッタ・ロンバルド                                                                                                   | 受賞       | 『侵入する女』の音響と合わせて                             |
| 第73回ナストロ・ダルジェント賞       | キャスティング・ディレクター賞 | フランチェスコ・ヴェドヴァーティ                                                                                           | 受賞       |                                                            |
| 第64回ダヴィッド・ディ・ドナテッロ賞 | 作品賞                         | | 受賞       |                                                            |
| 第64回ダヴィッド・ディ・ドナテッロ賞 | 監督賞                         | マッテオ・ガローネ | 受賞       |                                                            |
| 第64回ダヴィッド・ディ・ドナテッロ賞 | オリジナル脚本賞               | ウーゴ・キティ、マッシモ・ガウディオソ、マッテオ・ガローネ                                                                 | 受賞       |                                                            |
| 第64回ダヴィッド・ディ・ドナテッロ賞 | プロダクション賞               | Archimede、ライ・シネマ、ル・パクテ                                                                                        | ノミネート |                                                            |
| 第64回ダヴィッド・ディ・ドナテッロ賞 | 主演男優賞                     | マルチェッロ・フォンテ | ノミネート |                                                            |
| 第64回ダヴィッド・ディ・ドナテッロ賞 | 助演男優賞                     | エドアルド・ペッシェ | 受賞       |                                                            |
| 第64回ダヴィッド・ディ・ドナテッロ賞 | 撮影賞                         | ニコライ・ブリュエル | 受賞       |                                                            |
| 第64回ダヴィッド・ディ・ドナテッロ賞 | 美術賞                         | ディミトリ・カプアーニ | 受賞       |                                                            |
| 第64回ダヴィッド・ディ・ドナテッロ賞 | 衣裳賞                         | マッシモ・カンティーニ・パリーニ                                                                                           | ノミネート |                                                            |
| 第64回ダヴィッド・ディ・ドナテッロ賞 | メイクアップ賞                 | ダリア・コッリ、ロレンツォ・タンブリーニ                                                                                   | 受賞       |                                                            |
| 第64回ダヴィッド・ディ・ドナテッロ賞 | ヘアメイク賞                   | ダニエラ・タルターリ | ノミネート |                                                            |
| 第64回ダヴィッド・ディ・ドナテッロ賞 | 編集賞                         | マルコ・スポレティーニ | 受賞       |                                                            |
| 第64回ダヴィッド・ディ・ドナテッロ賞 | 音響賞                         | ダヴィデ・ファヴァルジオッティ、マリチェッタ・ロンバルド、アレッサンドロ・モライオーリ、ミルコ・ペッリ、マウロ・エウセーピ | 受賞       |                                                            |
| 第64回ダヴィッド・ディ・ドナテッロ賞 | 特殊視覚効果賞                 | ロドルフォ・ミリャーリ | ノミネート |                                                            |
| 第64回ダヴィッド・ディ・ドナテッロ賞 | ヤング・ダヴィッド賞           | | ノミネート |                                                            |